# Sarcoglyphis
Sarcoglyphis – rodzaj roślin z rodziny storczykowatych (Orchidaceae). Obejmuje 12 gatunków. Występują one w południowo-wschodniej Azji w takich krajach i regionach jak: Asam, Borneo, Kambodża, południowo-centralne Chiny, wschodnie Himalaje, Jawa, Laos, Malezja, Mjanma, Sumatra, Tajlandia, Wietnam. Są to epifity rosnące w równikowych lasach deszczowych na wysokościach 100–1000 m n.p.m.

## Systematyka
Rodzaj sklasyfikowany do podplemienia Aeridinae w plemieniu Vandeae, podrodzina epidendronowe (Epidendroideae), rodzina storczykowate (Orchidaceae), rząd szparagowce (Asparagales) w obrębie roślin jednoliściennych.
Wykaz gatunków
- Sarcoglyphis arunachalensis A.N.Rao
- Sarcoglyphis comberi (J.J.Wood) J.J.Wood
- Sarcoglyphis fimbriata (Ridl.) Garay
- Sarcoglyphis flava (Hook.f.) Garay
- Sarcoglyphis lilacina (J.J.Sm.) Garay
- Sarcoglyphis magnirostris Z.H.Tsi
- Sarcoglyphis mirabilis (Rchb.f.) Garay
- Sarcoglyphis pensilis (Ridl.) Seidenf.
- Sarcoglyphis potamophila (Schltr.) Garay & W.Kittr.
- Sarcoglyphis smithiana (Kerr) Seidenf.
- Sarcoglyphis thailandica Seidenf.
- Sarcoglyphis tichii Aver.